# 圓盤長鰭蝠魚
圓盤長鰭蝠魚（學名：Dibranchus discors），為輻鰭魚綱鮟鱇目棘茄魚亞目棘茄魚科的其中一種，分布於東南太平洋的加拉巴哥群島海域，屬深海底棲性魚類，棲息深度310-965公尺，本魚沒有小瘤在皮膚覆蓋的眼球，眼間骨與嘴格外狹窄，齒位於顎骨與犛骨之上，偶鰭細長，鰭薄膜透明，體長可達10.8公分，棲息在底層水域，生活習性不明。

## 扩展阅读
維基物種上的相關：圓盤長鰭蝠魚